# Cloud Nine
Cloud Nine är ett musikalbum från 1987 av George Harrison. Det var det sista albumet av Harrison som gavs ut under hans livstid.
Albumet innebar en framgångsrik comeback för Harrison efter misslyckandet med Gone Troppo fem år tidigare. "Got My Mind Set on You" blev en av hans allra största hitar.

## Låtlista
Alla låtar är skrivna av George Harrison där inget annat anges.
1. "Cloud 9" - 3:15
2. "That's What It Takes" (George Harrison/Jeff Lynne/Gary Wright) - 3:59
3. "Fish on the Sand" - 3:22
4. "Just for Today" - 4:06
5. "This Is Love" (George Harrison/Jeff Lynne) - 3:48
6. "When We Was Fab" (George Harrison/Jeff Lynne) - 3:57
  - Handlar om åren med Beatles.
7. "Devil's Radio" - 3:52
8. "Someplace Else" - 3:51
  - En tidig version var med i filmen Shanghai Surprise.
9. "Wreck of the Hesperus" - 3:31
10. "Breath Away from Heaven" - 3:36
  - En tidig version var med i filmen Shanghai Surprise.
11. "Got My Mind Set on You" (Rudy Clark) - 3:52